# Veneter (Adria)

Völker auf der Italienischen Halbinsel im 6. Jahrhundert v. Chr.

Die Veneter waren ein antikes Volk, das den nordöstlichen Teil des heutigen Italiens besiedelte. Dort werden sie Paleoveneti genannt, um sie von den heutigen Einwohnern der Region Veneto zu unterscheiden, deren Bezeichnung im Italienischen Veneti lautet. Sie gaben der Region Venetien und der Stadt Venedig ihre Namen.
Ihr Gebiet erstreckte sich westlich bis zur Athesis, oder nach einigen Annahmen bis zur Adda, nördlich bis zu den Alpen und östlich bis zum Timavo im heutigen Friaul. In ihrem Gebiet waren Patavium und Ateste die politischen und kulturellen Zentren.
Eine antike Gründungslegende führte die Veneter auf ein paphlagonisches Volk, die Enetoi, zurück, die im 2. Jahrtausend v. Chr. nach der Zerstörung Trojas und dem Tod ihres Königs Pylaimenes aus ihrer kleinasiatischen Heimat unter Führung des Trojaners Antenor in das nördliche Adria-Gebiet gelangt seien, wo sie sich niederließen.
Ethnolinguistisch waren die Veneter Indogermanen. Ihre durch etwa 300 kurze Inschriften dokumentierte Sprache, das Venetische, bildete entweder einen eigenständigen Zweig innerhalb der indogermanischen Sprachfamilie oder gehörte zu den italischen Sprachen.
Archäologischer Ausdruck der Veneter ist die Este-Kultur, die ihren Namen vom Fundort Este erhielt.

## Herkunft des Namens
Die Veneter erscheinen in den Quellen als Venetici, Heneti oder Eneti. In älteren Werken erscheinen sie auch als Paläo-Veneter, bzw. in italienischen als Paleoveneti, um sie entweder von den heutigen Bewohnern Venetiens zu unterscheiden – dann auch als Veneti adriatici – oder um sie von anderen Gruppen zu unterscheiden, die ebenfalls unter diesem Namen erscheinen, wie den Gruppen in Osteuropa oder Kleinasien.
Die Bezeichnung „Veneti“ erscheint häufig in den Quellen der klassischen Antike. Herodot kennt sie als Eneti unter den illyrischen Völkern, Tacitus als Veneti, Venedi oder Venedae im Unterschied zu den Sarmaten; als Venetulani kennt Plinius sie in Latium. Dabei soll eine indoeuropäische Wortwurzel durchklingen: *wen („lieben“). Die *wenetoi wären demnach die ‚Beliebten‘ oder die ‚Liebenswürdigen‘, die ‚Liebevollen‘.

## Geschichte
Die Geschichte der Veneter lässt sich in zwei Phasen einteilen, nämlich die ältere, die bis ins 5. Jahrhundert v. Chr. reicht, und die von einer eigenständigen Entwicklung geprägt ist, und die jüngere, in der sich zunächst starker keltischer Einfluss bemerkbar machte, dann eine langsame römische Assimilation, die im 1. Jahrhundert n. Chr. als abgeschlossen gilt.
In der älteren Phase bestanden Beziehungen zur Villanova-Kultur, in die Ägäis und den Nahen Osten, dann zu den Etruskern. In der jüngeren Phase dominierten die Etrusker und Kelten. Hinzu kamen die Boier, mit denen sie häufig im Krieg standen, dann im Nordosten die Carni (Καρνίοι), wahrscheinlich ebenfalls Kelten, möglicherweise aber auch Veneter, schließlich im Osten und Südosten die Illyrer. Schon die antiken Autoren verwechselten Illyrer und Veneter, oder hielten die Veneter für einen Zweig der Illyrer, eine Aufspaltung, die vielleicht im 9. Jahrhundert zu verorten ist.
Schließlich wurden die Beziehungen zur römischen Kultur immer enger, zumal sie des Öfteren mit Rom verbündet waren und es vielleicht ein traditionelles Klientelverhältnis zwischen Latinern und Venetern gab. Schon in der Späten Republik war die Assimilation weit vorangeschritten, wenn sich auch Rückzugszonen venetischer Kultur bis in die späte Kaiserzeit in den Randzonen hielten.
Die Veneter siedelten anfangs im Gebiet um den Gardasee und die Colli Euganei. Von dort aus dehnten sie ihr Gebiet Richtung Süden und Osten bis an das Fluss-Kanalsystem Tartaro-Canalbianco-Po di Levante bis an die Küsten der Adria aus. Im Osten erreichten sie den Tagliamento. Auch finden sich Überreste der veneto-illyrischen Kultur bis zum Isonzo. Gegen Norden ist die Ausdehnung weniger deutlich erkennbar, wenn sie auch Etsch, Brenta und Piave bis an die Alpen besiedelten, wie etwa im Cadore.
Aus der Ortsnamenforschung kommt die These, dass die Veneter auch im heutigen Tirol gesiedelt haben könnten: „Es ergibt sich also, dass von Innsbruck innabwärts eine Reihe von Ortsnamen an venetisches Namensgut anzuschließen scheinen: Innerhalb einer Autobahnstunde kann man Tulfes, Fritzens, Vomp, Voldöpp und am Ausgang des Inntals Madron [...] an sich vorbeiziehen lassen.“ Das Gebiet wird von der Geschichtswissenschaft eigentlich als rätisch betrachtet, allerdings behielten einige Ortsnamen das indogermanische O bei, welches in der rätischen Sprache zu U gehoben worden wäre.

### Die Herkunft

#### Römische Geschichtsschreibung
Folgt man der römischen Historiographie, so stammten die Veneter aus Paphlagonien, einer kleinasiatischen Region am Schwarzen Meer. Von dort vertrieben, beteiligten sie sich am Kampf um Troja, wo der alte Antenor die Rückgabe Helenas an die Griechen betrieb. Vor Troja starb zudem Pylaimenes, der Führer der „Eneti“. Darauf wandten sich diese an Antenor, der sie in die nördliche Adria führte. Dort vertrieben sie die Euganeer.
Bei Vergil (Aeneis. I, 242-249) erscheint Antenor als Gründer Paduas. Der Heros Diomedes, ebenfalls den Venetern zugeschrieben, soll Gründer von Spina und Adria gewesen sein.
Plinius der Ältere meint (Naturalis historia. III,130): „Venetos troiana stirpe ortos auctor est Cato“, dass also Cato behauptet habe, die Veneter seien trojanischer Abstammung.
Strabon (Geographika. V,3) meint hingegen, die Veneter seien Kelten, denn die Veneti der Armorica, der heutigen Bretagne, trügen den gleichen Namen. Caesar war ebenfalls der Ansicht, sie seien wegen der sprachlichen Ähnlichkeit als Kelten anzusehen.

#### Moderne Forschung
Heute nimmt man an, dass die Veneter tatsächlich aus dem Osten zugewandert sind. Dabei verdrängten sie die Vorgängerpopulation nord- und westwärts. Wenig wahrscheinlich ist jedoch die Ankunft über See oder gar die Abstammung von Griechen oder von einer griechisch inspirierten Kultur, ebenso wenig eine bretonische Verwandtschaft.
Lange Zeit galt hingegen die Abstammung von den Illyrern und damit ein Zusammenhang mit den Indoeuropäern als wahrscheinlich. Diese Annahme geht auf Herodot zurück, der in seinen Historien (I, 196; V, 9) die Ἐνετοί als Teil der Illyrer beschreibt, die an der Adria ansässig waren. Diese These wurde von Carl Pauli im 19. Jahrhundert angenommen und herrschte bis Mitte des 20. Jahrhunderts vor. Vittore Pisani und Hans Krahe konnten jedoch zeigen, dass Herodot sich auf ein Volk bezog, das auf der Ostseite der Adria lebte, keineswegs in Italien. Linguistische Untersuchungen schließen eine Abspaltung von den Illyrern inzwischen aus. Zunächst meinte Krahe, die Sprache hänge mit dem Oskischen, also der Sprache der Samniten, und dem Umbrischen zusammen, doch dann neigte man eher zum Latino-faliskischen.
Heute wird eine gemeinsame Wurzel des Lateinischen und des Venetischen angenommen. Diese verweist ins östliche Mitteleuropa und reicht ins 3. Jahrtausend v. Chr. Von dort bewegten sie sich wohl im 15. vorchristlichen Jahrhundert gemeinsam südwärts. Während ein Teil nach Latium weiterzog, blieb der andere Teil im Nordosten Italiens. Wahrscheinlich überlagerten die Veneter die Euganeer.

### 8.–2. Jahrhundert v. Chr.
Die Veneter schufen eine eigenständige Kultur (die sogenannte Este-Kultur), die sich archäologisch vor allem in ihren Bronze- und Keramikwerken erkennen lässt, ebenso wie in religiös-künstlerischen Äußerungen, ihrer Bodenbearbeitung, Waffen und Kleidung, sowie ihren proto-urbanen und urbanen Zentren.
Ab dem frühen 4. Jahrhundert drangen Gallier in ihr Gebiet ein, die bis Rom vordrangen. Die Römer wandten sich um Hilfe an die Veneter, zumal sie durch Antenor als Verwandte galten. Bereits 283 v. Chr. verbanden sie Freundschafts- und Bündnisbeziehungen. Der römische Senat hatte ein förmliches Bündnis mit den Venetern und den Cenomanen geschlossen, obwohl letztere selbst Gallier waren.
Rom schickte im Jahre 225 v. Chr. Gesandte zu den beiden verbündeten Gruppen in Norditalien, um ein Bündnis gegen die gallischen Boier und die Insubrer zu schließen. Auch im Zweiten Punischen Krieg blieben Veneter und Cenomanen Verbündete Roms, während alle anderen gallischen Gruppen auf karthagischer Seite kämpften. Mit diesen beiden Verbündeten begann Rom nach dem Krieg die Eroberung Oberitaliens. Dennoch erscheinen die Veneter in keiner der relevanten Schlachten. Römer durften in ihrem Gebiet siedeln, sie bauten Straßen und nach und nach glich sich die Kultur der Veneter der römischen an.

### Integration in das Römische Reich
181 v. Chr. gründeten die Römer in der Nähe des venetischen Territoriums die Stadt Aquileia mit der Absicht, Einfälle der keltischen Gallier abzuwehren. Schließlich wurde dieses Gebiet im Jahre 163 v. Chr. in die Provinz Gallia Cisalpina integriert. Die Veneter erhielten 49 v. Chr. das römische Bürgerrecht und wurden allmählich romanisiert.

## Dörfer und Siedlungen
In der frühen Zeit siedelten die Veneter in kleinen Dörfern zwischen Etsch und Gardasee, aber auch im Voralpenland. Eine der bedeutendsten Nekropolen fand sich in Mel zwischen Belluno und Feltre. Ihre Wohnorte fanden sich an Wasserwegen und sandigen Straßenerhebungen sowie auf Hügeln, in sogenannten Oppida. Die frühen Siedlungen bestanden aus wenigen rechteckigen Hütten, die aneinandergereiht waren. Mit dem Wachstum der Orte entstanden größere Häuser und auch solche, in denen handwerklichen und künstlerischen Tätigkeiten nachgegangen wurde. Die bedeutenderen Orte an den Flüssen besaßen auch Häfen, zudem entstanden Kanalbauten. Solche städtischen Zentren entstanden vor allem ab Etsch, Brenta und Piave. Die wichtigsten Orte waren Altinum, Este, Padua, Oppeano, Montebelluna und Gazzo Veronese.
Die Häuser waren in Holz-Skelettbauweise errichtet, die Gefache wurden mit Lehm gefüllt. Das Fundament bestand aus Steinen, was ihre Haltbarkeit gegen Feuchtigkeit erhöhte. Der Boden bestand aus gestampftem Lehm, das Dach aus Stroh. Zentrum des Hauses war die Feuerstelle, die auf Lehm, Ton und Kieseln ruhte. Im alpennahen Gebiet bevorzugte man Grubenhäuser, die nach Süden ausgerichtet waren.

## Kleidung und Waffen

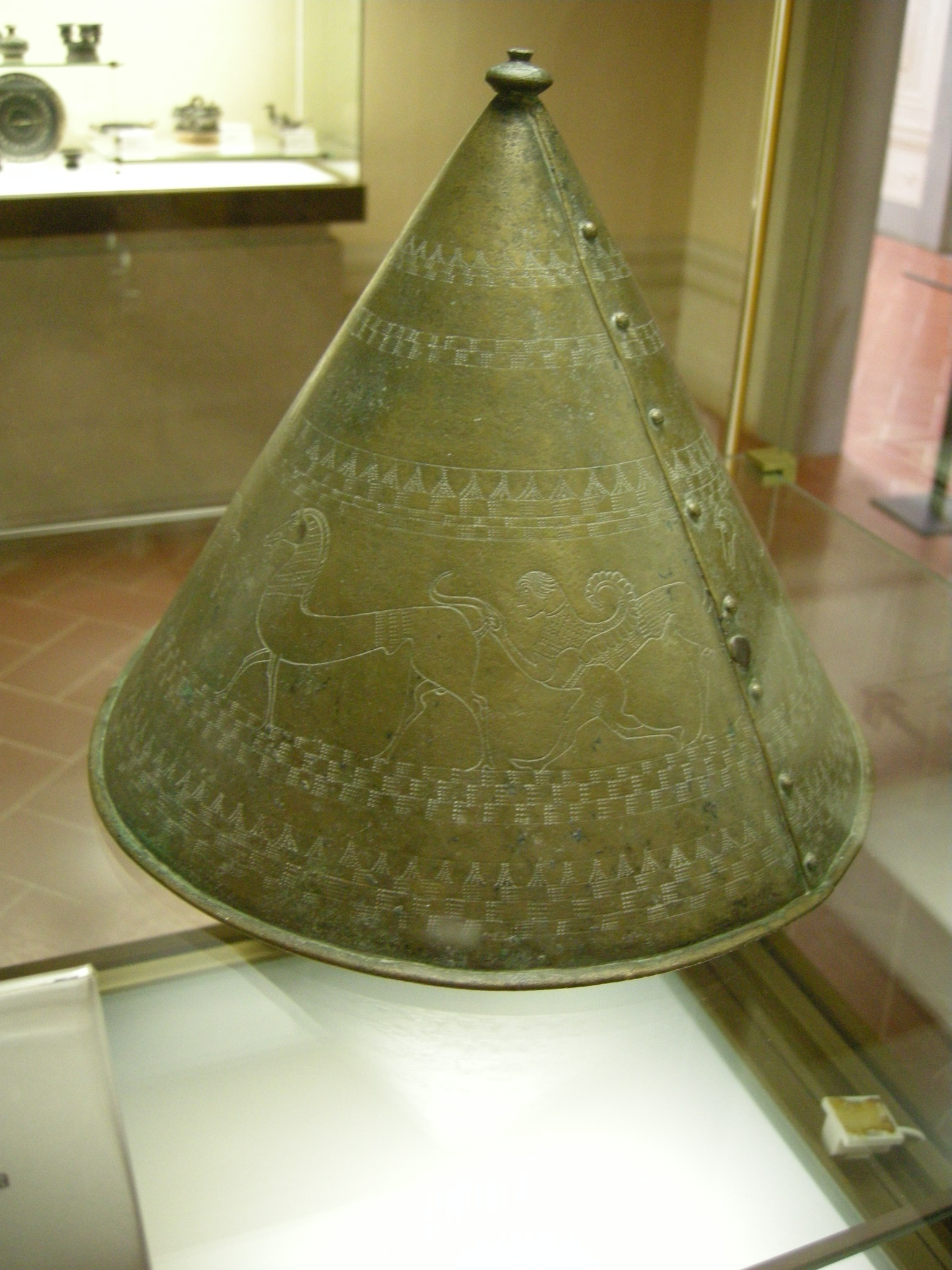
Venetischer Helm aus Oppeano (5. Jahrhundert v. Chr.), Museo archeologico nazionale di Firenze

Herausgehobene Personen, wie Priester, Oberhäupter und sonstige Notabeln trugen lange, schwere Wollmäntel, die um die Schultern gelegt wurden. Darunter trugen beide Geschlechter eine Tunica aus leichterem Stoff, mit kurzen oder langen Ärmeln. Frauen trugen auch Schürzen sowie Kopf- oder Schultertücher. Stiefel und Hüte waren in Gebrauch, letztere wohl auch zur Funktions- und Standesunterscheidung. Die Männer rasierten vielfach den Kopf.
Schmuckstücke fanden sich vielerorts, wie Haarnadeln, Ohrringe, Fibeln, Halsketten, Armreife. Sie wurden aus Gold und Silber, aus Muscheln und Korallen, aus Bernstein und Perlen hergestellt.
Der Verteidigung im Kampf dienten runde Schilde, ähnlich denen der griechischen Hopliten, sowie Helme mit einem Kamm. Ihre Angriffswaffen waren Lanzen, dann große Schwerter. Später kamen eiförmige Schilde in Gebrauch, und sie übernahmen die Helmform der Gallier.

## Religion
Die Schriftquellen sind mit Blick auf die Religion äußerst karg. Hingegen fanden sich viele Kultstätten, Nekropolen und Votivgaben. Die Kultorte fanden sich in heiligen Wäldern, auf Lichtungen, die von großen Bäumen umgeben waren. Dort wurden Prozessionen mit Gesängen und Tänzen aufgeführt, kleine, hölzerne Gebäude dienten als Orte für Zeremonien. Eine Priestergruppe war für das Heilige Feuer, für rituelle Schlachtungen und das Schreiben verantwortlich, eine Kunst, die nur wenige beherrschten.
Die Körper der Verstorbenen wurden verbrannt, ihre Asche in Urnen gefüllt. Während der Beisetzung wurden bei Gelagen Opfergaben in Form von Speisen und Getränken gebracht.
Verehrung fanden Naturkräfte, insbesondere das heilende Wasser. In Este fand man eine Phiole, in der sich der Name der Göttin der Heilung fand. Reitia war zugleich Schutzgöttin der Neugeborenen und der Fruchtbarkeit. Sie trug als Symbol den Schlüssel zum Jenseits.

## Sprache und Ethnizität
Monumente der Sprache sind vom 6. bis zum 1. Jahrhundert v. Chr. überliefert. Zunächst schrieben die Veneter in einem dem etruskischen ähnlichen Alphabet, später im lateinischen. Giacomo Devoto und andere Sprachwissenschaftler vermuteten aufgrund der Nähe zum Lateinischen, dass die beiden Gruppen im Zuge der indoeuropäischen Zuwanderung gemeinsam nach Italien gekommen waren.
Ungefähr 700 Inschriften waren im Jahr 2014 bekannt, die älteste von ihnen stammt aus der Zeit zwischen 600 und 500 v. Chr. Während die früheren Inschriften in der Sprache der Veneter abgefasst waren, wurde diese Sprache im 1. Jahrhundert v. Chr. vom Lateinischen verdrängt, wenn auch noch bis in die Zeit des Augustus venetisch geschrieben wurde. Dabei weisen jüngere Ausgrabungen darauf hin, dass es ethnische Minderheiten im Veneto gab, und dass die Annahme einer Ethnizität der Veneter möglicherweise ein grundlegend falsches Konzept darstellt. Das Wort venetkens taucht auf der Stele von Isola Vicentina (Vicenza) auf. Diese wurde wohl im Grenzgebiet zu den Raeti errichtet. Möglicherweise ist die Inschrift Ausdruck der ethnischen Vorstellungen der Zeitgenossen, jedoch lässt sich das Monument zeitlich kaum einordnen. Die Vorstellung einer ethnischen Identität geht ansonsten ausschließlich auf die römischen Quellen zurück, die erheblich später entstanden. Eine territoriale Dominanz der Veneter lässt sich für die frühere Eisenzeit erst recht nicht belegen.

## Kunst
Unter den Kunstwerken ragen die Situle heraus. Meist sind sie mit einem getriebenen figuralen Relief verziert, oft in Form von Bildfriesen. Die Gefäße laufen nach unten konisch zu und besitzen eine ebene Standfläche. Sie wurden aus Bronzeblech hergestellt, waren ca. 25-30 cm hoch und mit einem Henkel versehen. Die Veneter gingen hier von der geometrischen zur naturalistischen Darstellung über, wie etwa auf der Situla Benvenuti, auf der erstmals menschliche Abbilder erscheinen. Wahrscheinlich entstand diese Form der Situla schon vor der Einwanderung nach Italien, die äußere Gestaltung scheint jedoch in Venetien entstanden zu sein.